# Delta Pavonis
Delta Pavonis ist ein relativ naher Unterriese der Spektralklasse G im Sternbild Pfau. Er befindet sich in einer Entfernung von 19,9 Lichtjahren. Somit ist er einer der nächsten Sterne, die vergleichbar zur Sonne sind, jedoch ist er als Unterriese wohl bereits am Ende der Phase des Wasserstoffbrennens.

## Eigenschaften
Der Stern hat mit Spektralklasse G8 IV eine leicht tiefere Oberflächentemperatur und eine leicht höhere Masse wie die Sonne. Die Leuchtkraft liegt um etwa 20 % höher wie auch der Radius. Die scheinbare Helligkeit des Sterns liegt bei etwa 3,5 mag, womit er gut freiäugig beobachtet werden kann. Der Stern rotiert aufgrund seines fortgeschrittenen Alters wohl in lediglich 61 Tagen einmal um die eigene Achse, was deutlich länger ist als die 25 Tage bei der Sonne. Trotzdem ist er wohl etwa doppelt so metallreich wie die Sonne, was auf eine Herkunft näher am galaktischen Zentrum schließen lässt. Diese Annahme wird durch die hohe Eigenbewegung bestärkt.